# Prestonia laxa
Prestonia laxa är en oleanderväxtart som beskrevs av Henry Hurd Rusby och Robert Everard Woodson. Prestonia laxa ingår i släktet Prestonia och familjen oleanderväxter. Inga underarter finns listade i Catalogue of Life.